# Hwang Seok-keoun
Hwang Seok-keoun (황석근?, 黃石根?; 3 settembre 1960) è un ex calciatore sudcoreano, di ruolo centrocampista.

## Carriera

### Nazionale
Ha partecipato ai Mondiali Under-20 del 1979.
Tra il 1980 ed il 1982 ha segnato 9 reti in 18 presenze nella nazionale sudcoreana, con cui ha anche partecipato alla Coppa d'Asia del 1980, torneo chiuso con una finale persa.